# Astrapotherium
Astrapotherium („świecąca bestia”) – wymarły rodzaj ssaka kopytnego z Ameryki Południowej, wyglądem mogącego przypominać skrzyżowanie niewielkiego słonia z bardzo dużym tapirem. To dziwnie wyglądające stworzenie nie było jednak blisko spokrewnione z dzisiejszymi słoniami. Jego krewni to inne wymarłe kopytne kontynentu południowoamerykańskiego.

## Budowa

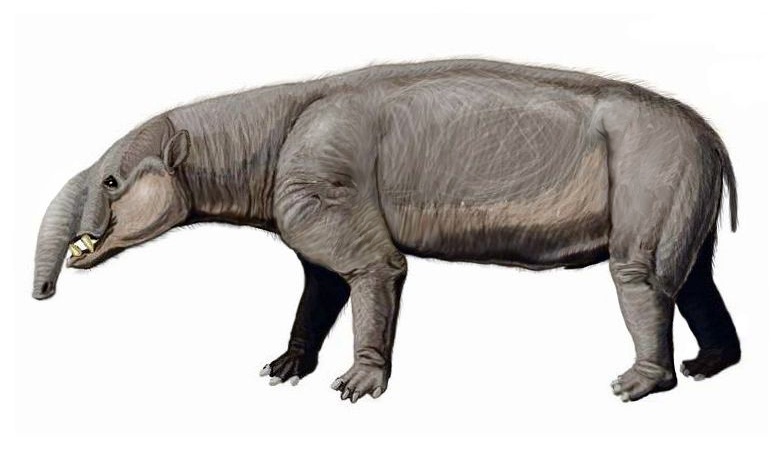
Rekonstrukcja

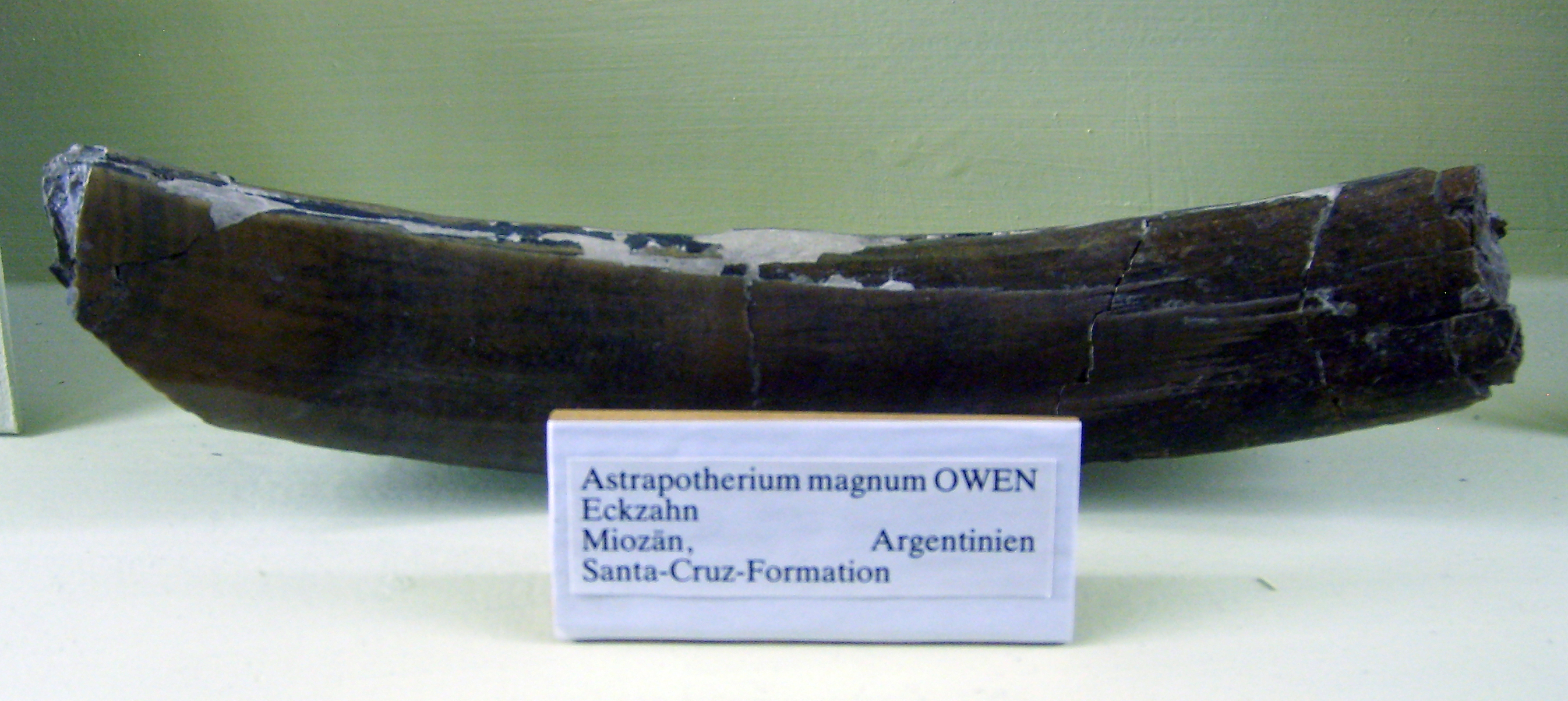
Kieł przechowywany w Museum für Naturkunde w Berlinie

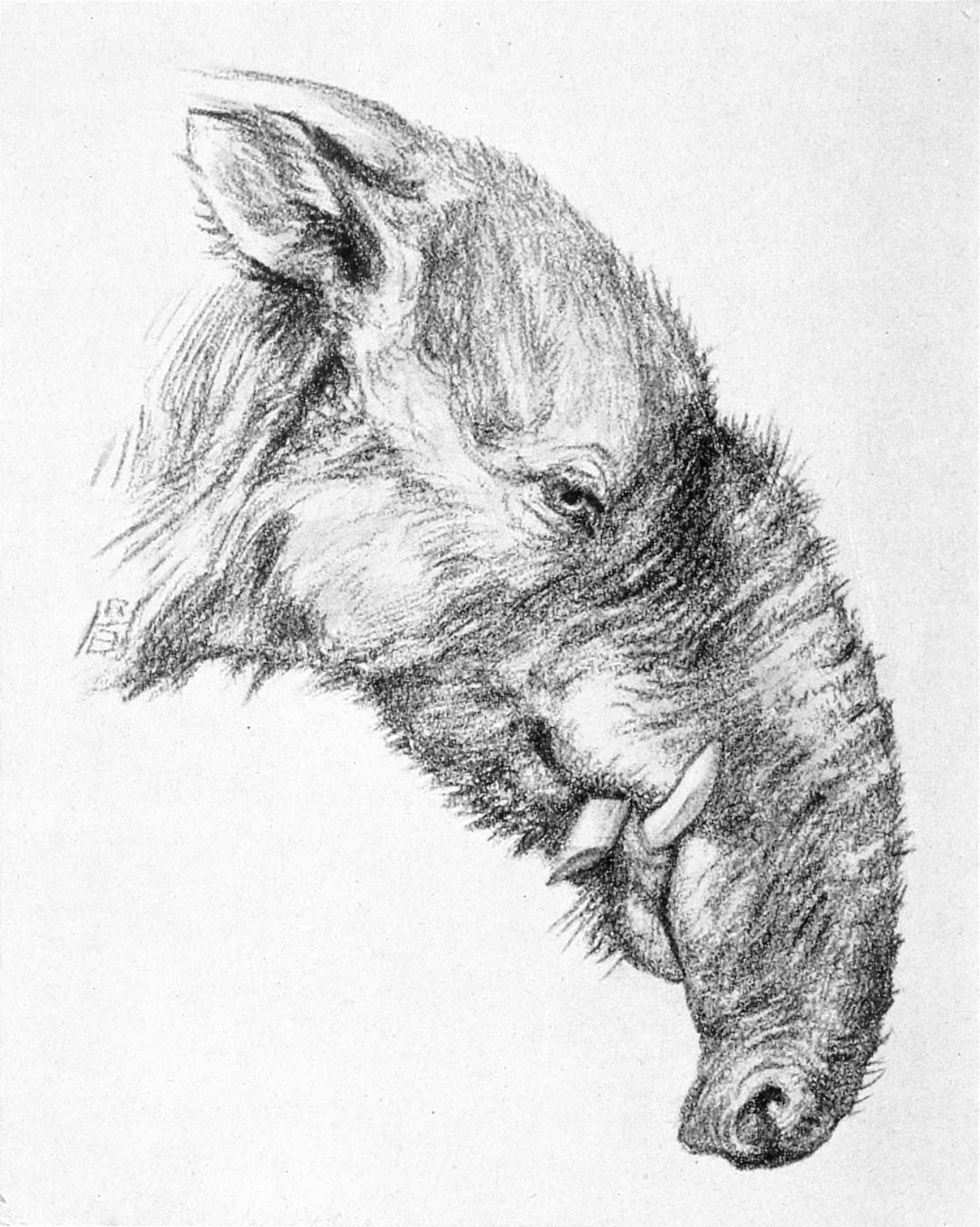
Rekonstrukcja głowy autorstwa Roberta B. Horsfalla

Astrapotherium miał wydłużone ciało, osiągając całkowitą długość około 2,5 m. Zwierzę ważyło prawie 1000 kg. Cechowało się względnie krótkimi kończynami. Poruszało się stopochodnie, miało niewielkie stopy. Tylne łapy były znacznie słabsze od przednich. Jego cztery kły były wydłużone, tworzyły wręcz krótkie ciosy. Zwierzę posiadało szerokie, skierowane w kierunku przednim siekacze dolne, które prawdopodobnie spoczywały w rogowej strukturze szczęki, jak u wielu współczesnych przeżuwaczy.

## Paleobiologia
Zwierzę wiodło przynajmniej częściowo wodny tryb życia, zamieszkując płytkie wody i żywiąc się roślinami bagiennymi w podobny sposób, jak czyni to dziś hipopotam.

## W kulturze
Zwierzę zostało wspomniane w książce Ghost autorstwa Piersa Anthony’ego.